# Inger og Johannes Exner
Inger Exner, født Würtzen (født 20. august 1926 i Randers), og Johannes Exner (født 25. marts 1926 i Hald ved Randers, død 16. maj 2015) er et dansk arkitektpar, hvis arbejder ikke kan skilles fra hinanden, og derfor behandles undet ét i denne artikel.
Johannes Exner var bror til guldsmeden Bent Exner.

## Baggrund
Inger Augusta Exner blev født i Randers i 1926 som datter af Frederik Emil Würtzen og Anna Simone Marcussen.
Johannes Exner var født i Hald ved Randers i 1926 som søn af et præstepar. Faderen, provst Johan Exner, var logivært for modstandsbevægelsen, som Johannes Exner også blev medlem af. 18. februar 1945 blev både Johan og Johannes Exner arresteret af Gestapo. Johannes Exner blev tævet og mishandlet i to uger og dernæst indsat i Frøslevlejren, hvorfra han 25. april blev overført til Sverige.
Parret mødte hinanden på Randers Statsskole, hvorfra de blev studenter 1945, og de fortsatte uddannelsen på Kunstakademiets Arkitektskole i København, hvor de blev færdige i 1954. Johannes Exner studerede også ved Landbohøjskolen 1945-48. Parret blev gift 30. maj 1952 og fik fire børn: Hans, Karen, Anna-Mette og Morten.

## Tegnestue
I 1958 åbnede parret egen tegnestue. Deres første store opgave var Sankt Clemens Kirke i Randers udført sammen med Knud Erik Larsen. De har tegnet flere kirker og er kendt for restaureringer især af kirker. Johannes Exner blev i 1965 lektor og leder af restaureringsafdelingen på Arkitektskolen Aarhus og var fra 1984 til 1992 professor samme sted. Exners tegnestue a/s ophørte med at eksistere, da Karen Exner, som den sidste Exner, forlod den.[kilde mangler]
I 1985 blev Johannes Exner Ridder af Dannebrog.

## Arbejder i udvalg
- Sankt Clemens Kirke (Randers Kommune) opført 1961-63
- Exners eget hus, opført 1963[4]
- Hald Ege Kirke i Viborg, opført 1964-67
- Nørrelandskirken i Holstebro, opført 1965-69
- Jens Nielsen og Olivia Holm-Møller Museet i Holstebro, opført 1971
- Præstebro Kirke i Herlev, opført 1965-69
- Islev Kirke ved København, opført 1968-70
- Gug Kirke ved Aalborg, opført 1971-72
- Nørre Uttrup Kirke i Hvorup Sogn, opført 1975-77
- Sognehus ved Skt. Pauls Kirke i Aarhus, opført 1978
- Sædden Kirke i Esbjerg, opført 1978
- Opstandelseskirken i Albertslund, opført 1984
- Begravelseskapel til Frederik 9., Roskilde Domkirke, færdigt 1985
- Lyng Kirke, opført 1993-94
- Sognegården ved Søllerød Kirke, opført 1993
- Skæring Kirke i Århus, opført 1994
- Virklund Kirke i Silkeborg, opført 1994
- Ølby Kirke i Køge, opført 1997
- Sognegården ved Viborg Domkirke, opført 1999
- Fænøsund Park i Middelfart, opført 2005
- Orglet i Jørlunde Kirke, bygget 2009
- Rønne Theater

### Restaureringer
- Koldinghus i Kolding, restaureret 1972-94

- Frederik IXs Kapel